# پرت سالفر (لوئیزیانا)
پرت سالفر (به انگلیسی: Port Sulphur) شهری در ایالت لوئیزیانا کشور ایالات متحده آمریکا است که جمعیت آن در سرشماری سال ۲۰۱۰ میلادی، ۱٬۷۶۰ نفر بوده‌است.